# Montes de Triano
Los montes de Triano (en euskera: Trianoko mendiak; oficialmente llamado: Grumeran; también llamado: Alta de Galdames) es una de las pequeñas cadenas montañosas del Gran Bilbao (comarca de Vizcaya) en el País Vasco, España, y es parte de los montes vascos. Está situada en Baracaldo, Valle de Trápaga, Ortuella, Abanto y Ciérvana, Musques y Galdames siendo la cadena montañosa más extensa del Gran Bilbao; máxime si se incluye en ella la pequeña sierra Sasiburu que, según diversas fuentes, también está incluida dentro de esta a pesar de solo estar unidas por el monte Eretza.
En estos montes se situó uno de los mayores yacimientos mineros del sur de Europa, dando lugar a un característico paisaje lunar en alguna de sus zonas.

## Toponimia

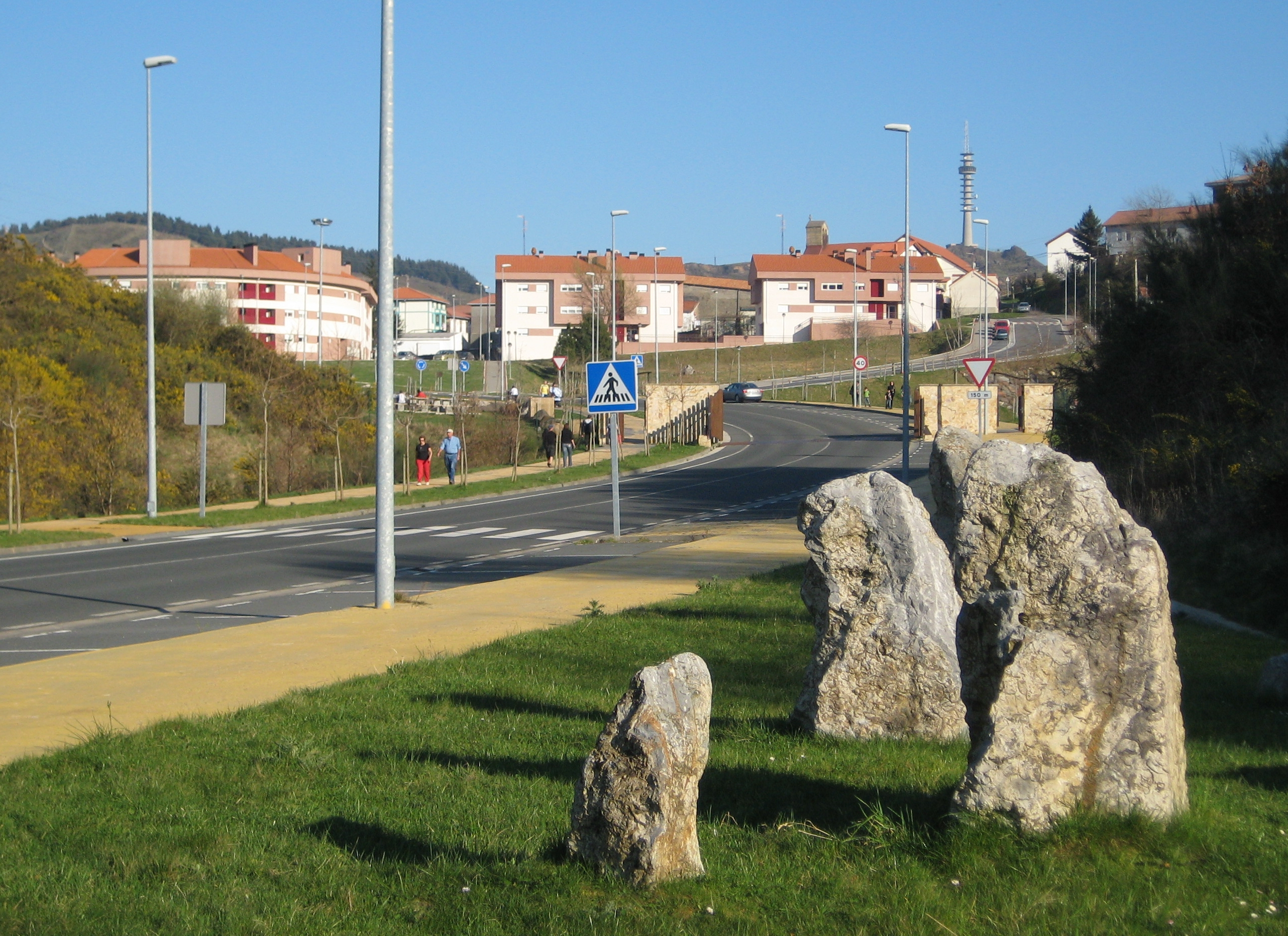
Barrio de La Arboleda, principal zona de recreo de los montes de Triano.

El nombre histórico tradicional y oficial de esta cadena montañosa es Grumeran. Sin embargo, debido a que así era difícil identificar esta zona se le han ido atribuyendo otros nombres más coloquiales por los que se le conoce actualmente.
El nombre coloquial de montes de Triano viene de dos pequeños barrios de la ladera de estos montes, uno perteneciente a Abanto y Ciérvana y otro perteneciente a Ortuella debido a que así era más fácil de identificar la zona desde la Margen Izquierda. Sin embargo, desde la vertiente de Galdames ha sido conocido como El Alta de Galdames por el mismo motivo en la comarca de Las Encartaciones. Incluso en los últimos años se ha extendido el nombre de La Arboleda debido a la zona recreativa del mismo nombre y que ahí confluyen muchas de las carreteras de acceso.
La denominación de Montes de Triano apareció por primera vez en el siglo XV para denominar la zona de monte común, cercana a los barrios de Triano, de los Tres Concejos del Valle de Somorrostro y Portugalete dedicada mayoritariamente a pasto. Este proindiviso desapareció en el siglo XIX debido al auge minero adjudicando a cada localidad su terreno perfectamente limitado en la que por ejemplo el Valle de Trápaga en su zona construyó diversos barrios que llegaron a tener 2.732 habitantes poblado, mayoritariamente, por trabajadores de las minas.

## Montes destacados
| - Eretza (887 m s. n. m.) - Ganeran (822,70 m s. n. m.) - La Cruz (803 m s. n. m.) - Gasteran (801 m s. n. m.) - Mendiola (750 m s. n. m.) - Pico Mayor (742 m s. n. m.) - Pico Menor (728 m s. n. m.) - Aldape (716 m s. n. m.) | - El Cuadro / Alta Galdames (715 m s. n. m.) - Guiuruz (683 m s. n. m.) - El Granzal (669 m s. n. m.) - Alto de San Juan (669 m s. n. m.) - Arbori (659 m s. n. m.) - El Gallo (613 m s. n. m.) - La Rasa (606 m s. n. m.) | - Mendibil (549 m s. n. m.) - Luxar (542 m s. n. m.) - Pico Ventana (522 m s. n. m.) - Zeitegi (522 m s. n. m.) - Bitarratxu (521 m s. n. m.) - Argalario (514 m s. n. m.) - Arnabal (411 m s. n. m.) |

## Accesos
Debido a la actividad minera hay muchos accesos completamente asfaltados aunque tras el cese de la minería se encuentran en mal estado. Además, alguno de ellos tienen peligro de derrumbamiento debido a las numerosas galerías que hay en el subsuelo. Por ello las carreteras más utilizadas son las que se encuentran en la red local de carreteras de Vizcaya que dan acceso a la principal zona de recreo, La Arboleda (Zugastieta):   BI-3755  (Valle de Trápaga/Trapagaran a La Arboleda) y   BI-3757  (El Bao a La Arboleda). Esta última abierta en diciembre de 2008.
También existe un funicular que da acceso al barrio de Larreineta: Funicular de Larreineta.

### PR y GR
El "GR 281" tanto en la "etapa 1 Alonsotegui-Galdames" como en su "Derivación 1 La Arboleda" cruza esta sierra. Parte de la etapa 1 también cruza la zona oeste de la sierra Sasiburu.

## Deportes
Debido a su cercanía con el Gran Bilbao estos montes son de atractivo para realizar diversas actividades deportivas más allá de las habituales de montaña como el senderismo o cicloturismo. Así, ocasionalmente se disputa un rally llamado Subida a La Reineta (por la carretera   BI-3755 ) y en 2005 se abrió el campo de golf Meaztegi Golf. 

### Ciclismo

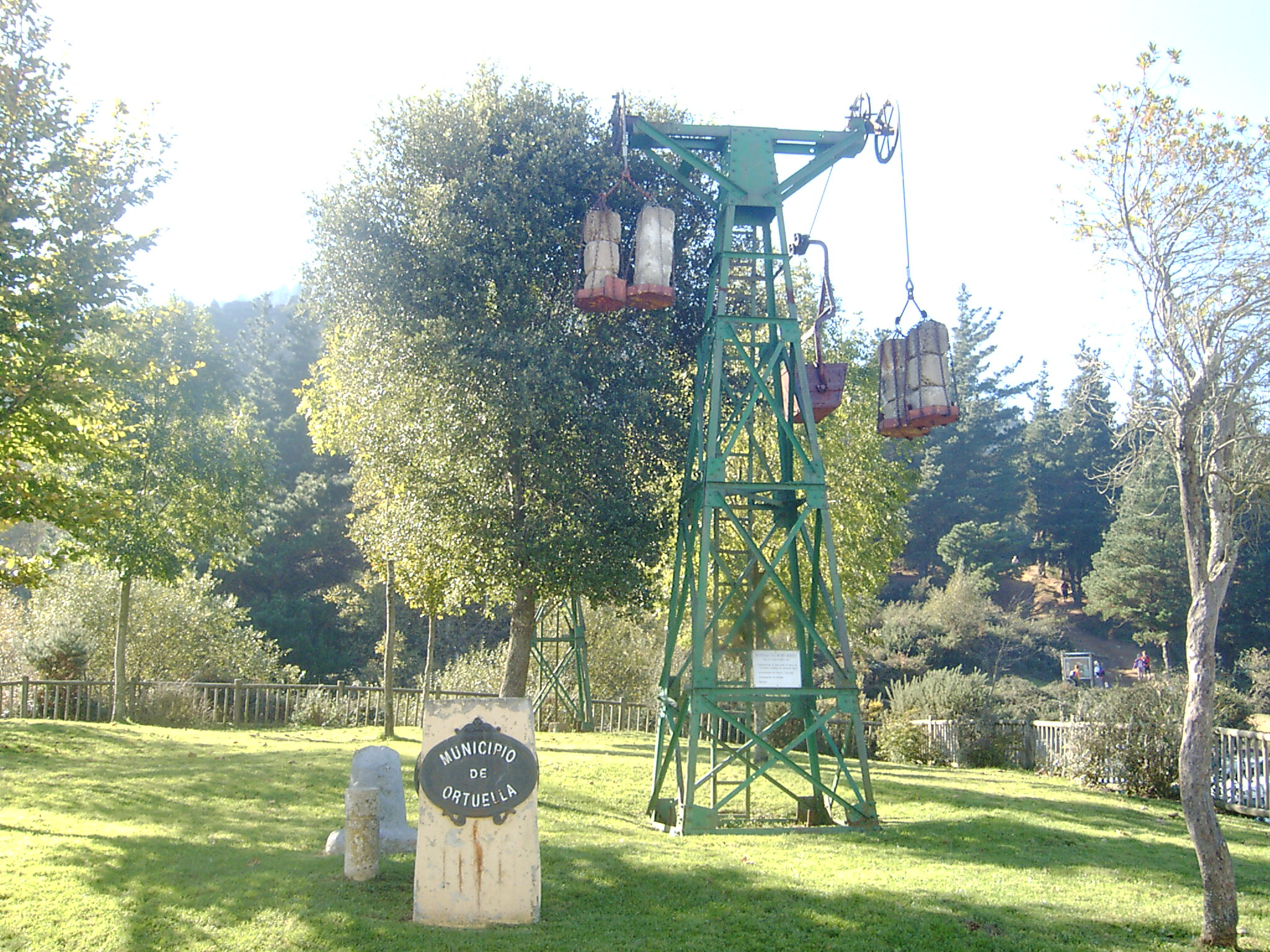
Centro de Interpretación Peñas Negras.

En el ciclismo profesional, en la Vuelta al País Vasco, son habituales la subidas a Larreineta por la carretera   BI-3755 , en los últimos años prolongada hasta el cementerio de La Lejana, como "final en alto" y el Alto de El Campillo por Putxeta en los últimos años prolongado por Las Calizas o por la carretera   BI-3757  dirección Larreineta como "puerto de paso". Hay que aclarar que esta segunda vertiente no es un puerto ni un alto en el sentido estricto de la palabra si no pequeñas duras subidas que acceden a barrios (Las Carreras, Putxeta, El Campillo, La Balastera, Las Calizas...) con su falso llano posterior (o en su caso utilizando carreteras de circunvalación evitando algunos de dichos barrios con rampas más largas pero suaves), esta vertiente por Putxeta y Las Calizas se estrenó como final en alto en la edición del 2013 al enlazarlo con la subida a La Lejana, utilizando anteriormente la carretera   BI-3757  dirección Larreineta como "puerto de paso".
Dentro de los cicloturistas también son reconocidas las ascensiones a Peñas Negras (donde se encuentra el Centro de Interpretación Peñas Negras) y Argalario (donde se encuentra un área recreativa). Esta última es considerada como una de las ascensiones más duras de Vizcaya e incluso del País Vasco ya que pasa prácticamente del nivel del mar a 550 m en pocos kilómetros. Sin embargo, debido a la estrechez de sus bajadas con resaltos y pasos canadienses no han sido utilizadas a modo competitivo ni siquiera amateur. Al contrario que las utilizadas a modo profesional que tienen vertientes de bajada más fáciles (las pertenecientes a la red local de carreteras de Vizcaya).